# Черняк Іван Леонтійович
Черняк Іван Леонтійович (*? —1672 — 1722) — полковник Полтавського полку Війська Запорозького.
Син Леонтія Черняка. Замінивши на службі батька й діда спочатку став полковим писарем полтавським (1692–1693), згодом сотником 2-ї полкової сотні (1695–1699). Від 1709-го й до самої смерті перебував на посаді полковника (1709–1722).
«Уславився» своїми свавільними діями та набігами на козацькі маєтності свідченням чого є кілька скарг на нього до суду. Мав особистий загін «курінчиків» з 76-ти козаків із села Рибці (1721) .